# Thézey-Saint-Martin
Thézey-Saint-Martin är en kommun i departementet Meurthe-et-Moselle i regionen Grand Est (tidigare regionen Lorraine) i nordöstra Frankrike. Kommunen ligger i kantonen Nomeny som tillhör arrondissementet Nancy. År 2022 hade Thézey-Saint-Martin 201 invånare.

## Befolkningsutveckling
Antalet invånare i kommunen Thézey-Saint-Martin
| Referens: INSEE |